# Osamu Mukai
Osamu Mukai (向井 理, Mukai Osamu), né le 7 février 1982 dans la préfecture Kanagawa, Japon, est un acteur japonais. 

## Biographie
Osamu Mukai est né le 7 février 1982 dans la préfecture Kanagawa. Il est Verseau, mesure 1,82m et son groupe sanguin est O. Il est diplômé de l'université Meiji et a commencé sa carrière d'acteur après qu'il fut recruté par un lecteur du magazine pour lequel il était mannequin. Il a un grand frère.
Mukai se lance le défi de poser nu pour la première fois pour le magazine AnAn (publication le 29 aout 09), dans une série d'articles spéciaux sex (articles devenus célèbres pour leurs photos de nu de l'acteur Narimiya Hiroki et le joueur de baseball Darvish Yu). Le shooting dure 5 heures, avec seulement un photographe et se déroule en Juillet à Tokyo.
Avant ça, Mukai a dû faire 2 à 3 semaines de remise en forme et manger japonais principalement.

## Filmographie

### Dramas
| Année | Titre japonais/international (romaji) | Titre japonais (kanjis)              | Rôle                           |
| ----- | ------------------------------------- | ------------------------------------ | ------------------------------ |
| 2006  | Byakuyako                             | 白夜行                               | (Guest)                        |
| 2006  | Regatta                               | レガッタ〜君といた永遠〜             | (Guest)                        |
| 2006  | Nodame Cantabile                      | のだめカンタービレ                   | Toru Kikuchi                   |
| 2007  | Hyakki Yakosho                        | 百鬼夜行抄                           | (Guest)                        |
| 2007  | Bambino!                              | バンビ～ノ!                          | Masashi Senoo                  |
| 2007  | Abarenbo Mama                         | 暴れん坊ママ                         | Yohei Yamaguchi                |
| 2007  | Nodame Cantabile SP                   | のだめカンタービレ SP                | Toru Kikuchi                   |
| 2008  | Hachimitsu to Clover                  | ハチミツとクローバー                 | Takumi Mayama                  |
| 2008  | Yonimo Kimyona Monogatari             | 世にも奇妙な物語 '08春の特別編       | (Guest)                        |
| 2008  | Osen (Drama)                          | おせん                               | Tomekichi                      |
| 2008  | Seigi no Mikata                       | 正義の味方                           | Naoki Yoshikawa                |
| 2008  | Kiri no Hi                            | 霧の火                               | Genichirou Noda                |
| 2008  | Scrap Teacher                         | スクラップ・ティーチャー〜教師再生〜 | Satoshi Matsuo                 |
| 2009  | Mei-chan no Shitsuji                  | メイちゃんの執事                     | Shinobu                        |
| 2009  | Atashinchi no Danshi                  | アタシんちの男子                     | Sho Okura                      |
| 2009  | Futatsu no Spica                      | ふたつのスピカ                       | Kiriu                          |
| 2009  | Ninkyou Helper                        | 任侠ヘルパー                         | Kazuki Nanami                  |
| 2009  | Mama-san Volley de Tsukamaete         | ママさんバレーでつかまえて           | Kotaro                         |
| 2009  | Bocho Mania 09                        | 傍聴マニア09                         | Kita Morio                     |
| 2010  | Gegege no Nyobo                       | ゲゲゲの女房                         | Murai Shigeru                  |
| 2010  | Shinzanmono                           | 新参者                               | Kyose Koki                     |
| 2010  | Hotaru no Hikari 2                    | ホタルノヒカリ2                      | Seno Kazuma                    |
| 2011  | Gou - Himetachi no Sengoku            | 江〜姫たちの戦国〜                   | Tokugawa Hidetada              |
| 2012  | Hungry!                               | ハングリー！                         | Yamate Eisuke (Rôle principal) |
| 2012  | Summer Rescue - Hospital Of Sky       | サマーレスキュー〜天空の診療所〜     | (Rôle principal)               |

### Films
| Année | Titre japonais/international (romaji)                               | Titre japonais (kanjis)                   | Rôle                     |
| ----- | ------------------------------------------------------------------- | ----------------------------------------- | ------------------------ |
| 2007  | I'll Die For You                                                    | 俺は、君のためにこそ死ににいく            |                          |
| 2008  | Gachi Boy                                                           | ガチ☆ボーイ                               | Ledotaipun               |
| 2010  | Hanamizuki                                                          | ハナミズキ                                | Junichi Kitami           |
| 2010  | Beck                                                                | BECK(ベック)                              | Yoshiyuki Taira          |
| 2011  | Paradise Kiss                                                       | Paradise Kiss (パラダイス キス）          | Joji "George" Koizumi    |
| 2012  | We Can't Change the World. But, We Wanna Build a School in Cambodia | 僕たちは世界を変えることができない        | Tanaka Kota              |
| 2012  | I Have to Buy New Shoes                                             | 新しい靴を買わなくちゃ                    | Yagami Sen               |
| 2013  | Yellow Elephant                                                     | きいろいゾウ                              | Ayumu Muko               |
| 2013  | SPEC: Close Incarnation                                             | SPEC～結～漸ノ篇                          | Sekai                    |
| 2013  | SPEC: Close Reincarnation                                           | SPEC～結～爻ノ篇                          | Sekai                    |
| 2014  | My Pretend Girlfriend                                               | 百瀬、こっちを向いて                      | Noboru Aihara (à 30 ans) |
| 2014  | Oh Brother, Oh Sister !                                             | 小野寺の弟・小野寺の姉                    | Susumu Onodera           |
| 2015  | Her Granddaughter                                                   | 娚の一生                                  | Toshio Nakagawa          |
| 2015  | S: The Last Policeman : Recovery of our future                      | S-最後の警官- 奪還 RECOVERY OF OUR FUTURE | Ichigo Kamikura          |
| 2015  | The Big Bee                                                         | 天空の蜂                                  | Takahiko                 |
| 2016  | Nobunaga Concerto : The Movie                                       | 信長協奏曲                                | Tsuneoki Ikeda           |
| 2016  | Ranmaru : The Man with the God Tongue                               | RANMARU 神の舌を持つ男                    | Ranmaru Tomonaga         |
| 2017  | When will you return ?                                              | いつまた、君と 何日君再来                 | Goro Ashimura            |
| 2018  | You, Your, Yours                                                    | 君が君で君だ                              | Tomoeda                  |
| 2019  | The Fable                                                           | ザ・ファブル                              | Sunagawa                 |
| 2019  | Samurai Shifters                                                    | 引っ越し大名!                             | Yoshiyasu Yanagisawa     |
| 2020  | Brothers in Brothel                                                 | はるヲうるひと                            |                          |

### Publicités
- 2006 - Minute Maid Drink
- 2006 - Yoshi No Ya
- 2006 - Impreza Cars

### Autres
- 2008 - Livejack Special Stories-Drama×Song-
- 2009 - Moshi Moshi Kimi ga (radio drama)
- 2009 - Oshareism (guest le 7 juin 2009)

## Récompenses
- 2011 - 35th Élan d'or - Meilleur Nouvel Acteur